# Klassentreffen (2019)
Klassentreffen ist eine improvisierte deutsche Filmkomödie von Jan Georg Schütte aus dem Jahr 2019. Das von insgesamt 32 – 24 bemannten und 8 fest eingestellten – Kameras aufgezeichnete 130 Stunden lange Material (6 Stunden Netto-Drehzeit) wurde gesichtet, ausgewertet und auf einen 90-minütigen Fernsehfilm verdichtet, der am 6. März 2019 im Programm der ARD Das Erste erstmals ausgestrahlt wurde. Bei dem Ensemblefilm mit quasi 18 prominenten Hauptdarstellern, die nur ein grob umrissenes Rollenprofil erhalten hatten, das sie mit Leben füllen mussten, war Improvisationstalent gefragt.

## Miniserie
Die Dreharbeiten gaben so viel Material her, dass daraus eine sechsteilige Serie Klassentreffen – Die Serie zu je 30 Minuten pro Folge produziert wurde, die der Fernsehsender One zwei Tage später ausstrahlte. Bei den einzelnen Episoden steht jeweils eine Figur im Zentrum und es werden Szenen gezeigt, die im Film nicht oder nur angedeutet zu sehen sind.
- Folge 1: Gesa
- Folge 2: Ali & Hergen
- Folge 3: Marion
- Folge 4: Sandra
- Folge 5: „Krischi“
- Folge 6: Thorsten

## Handlung
Nach 25 Jahren steht ein von Gesa und Thorsten initiiertes Klassentreffen in der Gaststätte „Treffpunkt Paula“ an, in dessen Saal die Versammelten vor 25 Jahren auch ihr Abitur gefeiert haben. Die mittlerweile über 40-jährigen stehen nun erstmals ihren damaligen Mitschülern wieder gegenüber, mit denen sie damals gemeinsam Pläne für ihre Zukunft entwickelt hatten. Man fällt sich in die Arme und tauscht erst einmal Erinnerungen aus, taxiert die anderen jedoch auch. Es bleibt nicht aus, dass auch Eitelkeiten ausgetauscht werden und es zu Kränkungen kommt. Bei den meisten geht es ums eigene Ego.
Gesa ist seit 17 Jahren mit ihrem damaligen Klassenkameraden Thorsten verheiratet. Nachdem der Wunsch nach einem eigenen Kind nicht klappte, hat das Paar ein kleines Mädchen aus Indonesien adoptiert. Gesa hofft inständig, dass der Abend glatt und harmonisch verläuft. Von Astrid wird sie jedoch später am Abend damit konfrontiert, dass sie einst vor Klassenkameraden einen Striptease hingelegt hatte, bei dem auch das letzte Kleidungsstück fiel. Angenehm ist diese Eröffnung Gesa nicht. Und dann geht da noch das Gerücht um, dass Thorsten seit Jahren nicht nur ein Verhältnis, sondern sogar ein Kind mit Marion hat. In Marion waren seinerzeit die meisten Jungen auf der Schule verliebt. Ihr Verhalten an diesem Abend ist jedoch rätselhaft wie immer, sie scheint nicht nur im Jetzt, sondern auch in einer Parallelwelt zu leben. Thorsten ist Hauptschullehrer, Gesa Oberstudienrätin. Er liebt seine Frau zwar, tut sich aber mit einigen Dingen recht schwer, ohne das Gesa gegenüber einmal deutlich angesprochen zu haben. Katharina, inzwischen Sozialpädagogin, war auch nach der Schulzeit noch mit Gesa und Thorsten befreundet, hat sich aber daran gestoßen, dass beide seinerzeit nahezu verbissen versucht haben, ein Kind zu bekommen.
Stefanie, seit 20 Jahren mit einem deutlich älteren Mann verheiratet, mit dem sie zwei Kinder hat, reagiert schuldbewusst auf „Krischis“ Vorwurf, sich nie wieder gemeldet zu haben. Krischi war zu Schulzeiten ihr bester Freund und besonderer Kumpel. Obwohl nie mehr zwischen ihnen war, wusste Stefanie schon damals, dass das Kristians größter Wunsch war und wohl noch immer ist. Kristian ist heute ein erfolgreicher Schuhfabrikant, verheiratet und hat vier Kinder. Zu seiner konservativen Lebenseinstellung steht er, ist sogar stolz darauf, alte Werte zu verteidigen. Als er Ali Nasser gegenüber, der zu Schulzeiten sein bester Freund war, äußert, es wäre besser gewesen, wenn dessen Familie damals nicht nach Deutschland gekommen wäre, ist Ali fassungslos und verletzt. Er verdient sein Geld als Tierchirurg, er nimmt kosmetische Eingriffe bei Tieren vor und verdient sich damit eine goldene Nase. Dass er andere Defizite hat, wird im Laufe des Abends klar. Zum Beispiel steckt er dem wenig erfolgreichen Musiker Hergen, der, wie er selbst es beschreibt, mit einem Taxi-Unternehmen zusammenarbeitet, diverse Scheine zu, gesteht ihm aber auch, wie sehr er sich Kinder wünsche und wie einsam er oft sei. Hergen hat sich von seiner Partnerin getrennt, mit der er drei Kinder hat, für die er Unterhalt zahlen muss, sodass ihm selbst kaum etwas bleibt.
Harald ist Immobilienmakler und möchte einfach nur Spaß haben, da kommt ihm seine ehemalige Klassenkameradin Nina gerade recht, die gerade von ihrem Mann verlassen wurde und Anschluss sucht. Sven wurde eigentlich gar nicht zum Klassentreffen eingeladen, taucht aber trotzdem auf, direkt aus den USA, wie er verkündet. Er scheint der beruflich erfolgreichste aus der Truppe zu sein, Studium in Konstanz, Promotion in Bordeaux, eine eigene Kanzlei und inzwischen mit seiner Familie wohnhaft in den USA, in einem sehr großen Haus, wie er betont. Er versucht sich für sein zu Schulzeiten provokatives Verhalten zu entschuldigen, was aber an den meisten abprallt. Astrid war schon zu Schulzeiten nicht gerade prüde, weshalb man ihr den Spitznamen „Titti“ verpasst hat. Mit ihrer Kleidung unterstreicht sie gern ihre Kurven und hat ein besonders gutes Verhältnis zu Gesa.
Sandra wiederum macht einen glücklichen Eindruck. Sie ist schwanger und fühlt sich offensichtlich wohl in ihrer Haut. Sie erzählt, sie habe eine geile Ehe, geilen Sex, einen geilen Mann und geile Kinder. Zudem sei sie Millionärin. An Selbstbewusstsein mangelt es ihr auf gar keinen Fall. Sie ist es auch, die das Thema „Thorsten und Marion“ zur Sprache bringt. Und dann ist da noch Andi, den die meisten komischerweise für tot gehalten haben, warum auch immer. Er leidet bis heute darunter, dass ihm sein Deutschlehrer, Herr Rebentisch, statt zwölf Punkten nur elf gegeben hat, wodurch er seiner Meinung nach durchs Abitur gefallen ist und nicht studieren konnte. Später schaffte er auch die Prüfung zum Krankenpfleger nicht und ist nun Aushilfspfleger. Er lebt von seiner Frau getrennt, mit der er eine Tochter hat. Seit er denken kann, liebt er Marion, nur ihretwegen ist er zu dem Treffen gekommen. Nicole hatte sich eigentlich auf einen geselligen Abend gefreut und kann nun kaum glauben, wie oft die Stimmung umschlägt. Als sie mit Stefanie ins Gespräch kommt, macht diese ihr ein Angebot, das sie nicht ablehnen kann und will.
Ulli Hamisch ist verheiratet, hat drei Kinder und trägt den Spitznamen „H-Milch“. Er ist Landwirt und weist den Verdacht, homosexuell zu sein, stets empört von sich. Stefan, von Beruf Chemiker, ist ein Außenseiter, wozu auch beiträgt, dass er nicht gerade ein blendendes Aussehen und entsprechendes Charisma vorweisen kann. Auch er war einst in Marion verliebt, hat sogar seine Tochter nach ihr benannt. Der einzige Lehrer beim Klassentreffen ist der Deutschlehrer Rebentisch, inzwischen pensioniert und ab und an Gastdozent an der Volkshochschule. Er beobachtet seine ehemaligen Schüler aufmerksam und kommt zu dem Ergebnis, dass sie sich gar nicht so viel verändert hätten.

## Produktion

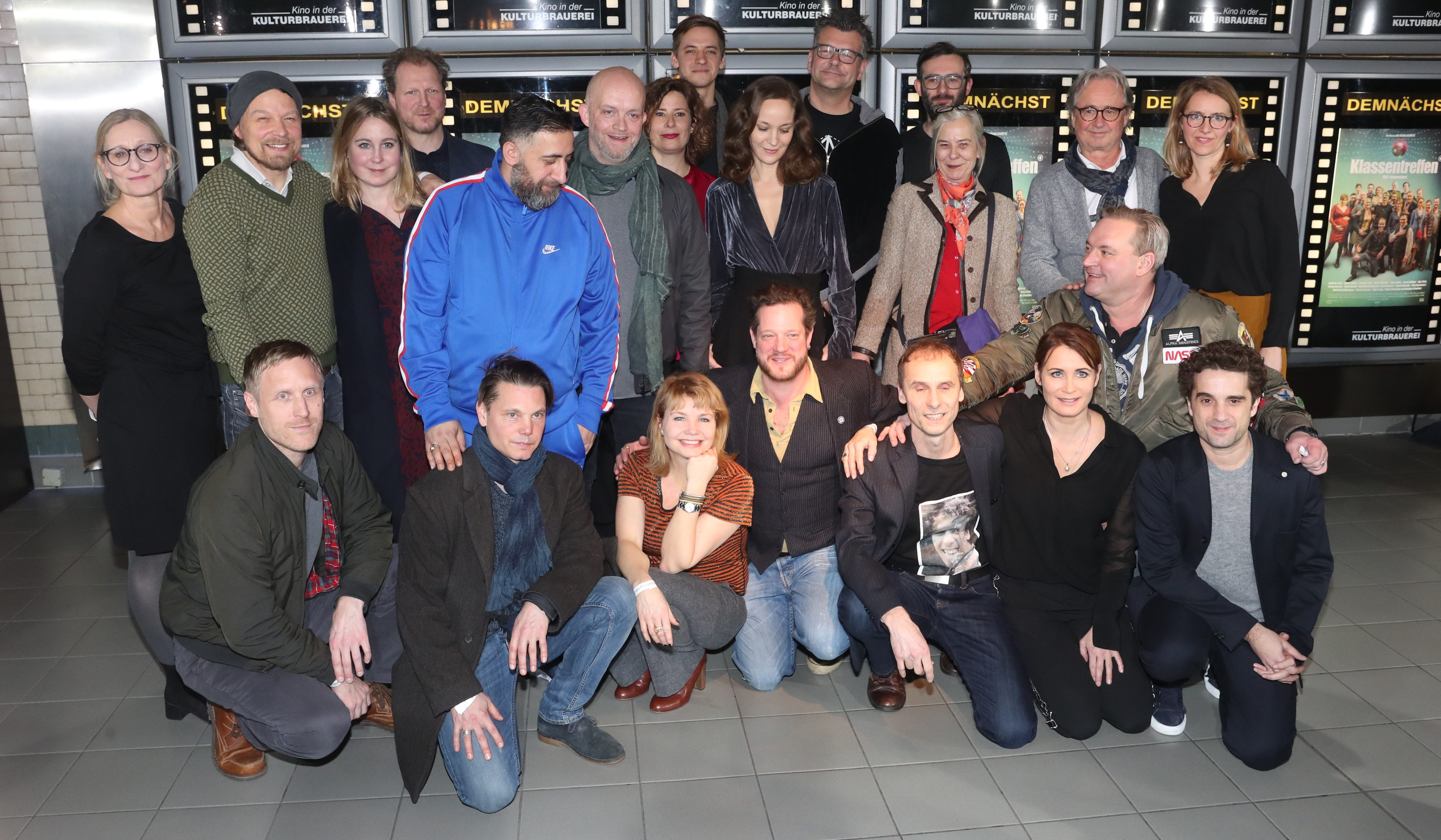
Darsteller und Crewmitglieder bei der Premiere 2019

### Produktionsnotizen, Hintergrund
Der Film entstand, ohne dass es ein Drehbuch gab, innerhalb von zwei Tagen. Gedreht wurde am 25. und 26. November 2017 in einem leerstehenden Gasthof in Hürth im Regierungsbezirk Köln. Die Schauspieler erhielten in Einzelgesprächen nur grobe Rollenprofile, die sie dann selbst mit Leben füllen mussten. Improvisationstalent war gefragt. So kannten sie den Lebensweg der anderen Figuren nur bis zu dem Zeitpunkt, als man nach dem Abitur auseinanderging. Was in der Zwischenzeit passiert war, wussten sie nicht, sodass sie spontan auf Situationen reagieren mussten. Wie bereits bei den preisgekrönten Experimentalfilmen Altersglühen – Speed Dating für Senioren (2014) und Wellness für Paare (2016) hat Regisseur Jan Georg Schütte auch hier einen Cameo-Auftritt, diesmal als Kneipenwirt.
Im Interview erzählte Jan Georg Schütte, dass es ihm Spaß gemacht habe, mit den Schauspielern „zusammenzuhocken und mit ihnen herumzufantasieren“. Da er einige von ihnen schon gekannt habe, hätte er bei ihnen einschätzen können, was ihnen liege und wie sie ihre Rolle anlegen würden. Bei anderen wiederum habe es eine Grundidee gegeben, alles andere habe sich dann im Gespräch entwickelt. Die größte Herausforderung bei diesem Projekt sei die Masse an Material gewesen. Bei diesem Film habe es noch mehr Figuren gegeben als bei seinen anderen beiden Filmen. Beim Schnitt dann entscheiden zu müssen, auf wen das „Hauptaugenmerk“ gelegt werde, sei eine „extreme Herausforderung“ gewesen. Das habe nicht nur damit zu tun gehabt, wer am besten gewesen sei, sondern wohin die Geschichte wolle. Man habe einen riesigen Kontrollraum mit zwanzig Monitoren gehabt, weil in bis zu fünf Räumen gleichzeitig gespielt worden sei. Die Sichtung des auf 130 Stunden angelaufenen Materials habe nahezu ein Vierteljahr gedauert. Einiges, was nicht mehr in den Film gepasst habe, habe man dann für die Serie verwenden können, für die man sechs Figuren ausgewählt habe, darunter den von Marek Harloff gespielten Hergen und den von Kida Khodr Ramadan gespielten Ali. Beide hätten sich sehr klug „eine eigene kleine Geschichte“ zusammengebastelt. Was er dann im Schnittraum zu sehen bekommen habe, sei wiederum „ein großes Fest“ gewesen. Die Herausforderungen technischer Art, wie 32 Kameras zu koordinieren und den Ton von 18 verkabelten Schauspielern in allen Räumen verfügbar zu machen, seien enorm gewesen.

### Soundtrack
- The Power – Snap!
- Nothing Compares 2 U – Sinéad O’Connor
- Message in a Bottle – The Police
- Man on the Moon – R.E.M.
- Friday I’m in Love – The Cure
- Purple Rain – Prince
- Wonderful Life – Black
- Küssen verboten – Die Prinzen
- Dschinghis Khan – Dschinghis Khan
- Sweat (A La La La La Long) – Inner Circle
- Love Is a Shield – Camouflage

### Aussagen der mitwirkenden Schauspieler
Nahezu alle mitwirkenden Schauspieler zeigten sich begeistert, in einem solchen Film mitwirken zu dürfen, und meinten übereinstimmend, sie würden das jederzeit wieder tun.
Annette Frier, die Darstellerin der Gesa, meinte, der Film sei „ein echtes Highlight“ gewesen. Sie sei nach Drehschluss so „geflasht“ gewesen, als hätte sie ihren „Beruf noch mal neu kennengelernt“, und sei sehr „gespannt aufs Ergebnis“. Oliver Wnuk, der Gesas Ehemann Thorsten spielte, war der Ansicht: „Hier sind Superlative durchaus angebracht: die mit Abstand aufregendste und spannendste Dreherfahrung, die ich bisher durchleben durfte. Mit der Königin der Improvisation, der herzlichen, ultraschnellen, wahnsinnig vielseitigen und stets zuhörenden Annette Frier an meiner Seite; mit diesen wunderbaren und so unterschiedlichen Kollegen um einen herum war es wie Geburtstag und Weihnachten zusammen.“ Durch die Freiheiten, die man den Schauspielern gegeben habe, habe jeder das Gefühl, er hätte die Hauptrolle gespielt.
Anja Kling, die Darstellerin der Stefanie, erzählte, dass sie schon die beiden vorhergehenden Improvisationsfilme von Schütte „mit großer Begeisterung“ gesehen habe. Die Anfrage einer eventuellen Mitwirkung in Klassentreffen habe „große Freude, gemixt mit Aufregung, Abenteuerlust und ein wenig Angst“ bei ihr ausgelöst. Ein solches Projekt sei „eine besondere Reise“ im Beruf eines Schauspielers und „alles andere als alltäglich“. Sie werde ihr Leben lang „dankbar sein“, dass sie „neben all den anderen wunderbaren Schauspielern Teil dieses Experiments“ habe sein dürfen. Die „Drehzeit ohne Unterbrechung, ohne Regieanweisung und in totaler Improvisation“ sei für sie „ein unglaubliches Erlebnis des wahrhaftigen und ehrlichen Erlebens verschiedenster Emotionen“ gewesen, „ein Rausch regelrecht, der einzigartig“ bleibe. Charly Hübner, der Darsteller des Krischi, staunte: „Welch ein Risiko, welch ein Ensemble.“ Es habe sich nicht angefühlt wie ein Dreh, sondern wie ein Klassentreffen. „Welch eine Gaudi, welch moderner Ansatz, welch Furcht vor dem Ergebnis.“ So etwas sei „dringend zum Nachahmen empfohlen“, er würde es „immer wieder tun“. Kida Khodr Ramadan, der im Film Ali Nasser war, lobte: „24 Kameras, saugute Kollegen, ein Improfilm, wo man wirklich frei ist – das war ein Experiment, das mir als Schauspieler bisher gefehlt hat!“ Marek Harloff, der Darsteller des Hergen, äußerte bedeutungsvoll: „Gedanke kurz vor Dreh: Oh Gott worauf habe ich mich da bloß eingelassen (kalter Schweiß auf Stirn, Herzrasen, Fluchtreflex) … Gedanke selber Tag ein paar Stunden später nach Drehschluss: Oh Gott ich möchte nie wieder anders arbeiten!“
Jeanette Hain, sie verkörperte die Marion, zeigte sich ebenfalls begeistert: „Käme eine Fee um die Ecke, würd’ ich mir wünschen, nichts anderes zu tun, als mich jeden Moment aufs Neue lichterloh dem Augenblick hinzugeben, mit Haut und Haaren, von Kopf bis Fuß, mit Herz und Hirn. Keine Gedankengespenster, kein Geschichtenkoffer, das Jetzt ist Zauber genug, mehr brauchen wir nicht, es birgt alle Wunder dieser Welt. Die Fee flog um die Ecke, besser gesagt, ein ganzer Schwarm, ein Feuerwerk! Jan Georg Schütte, die ‚die film‘, das Team, die Kollegen, der Drehort. Der Herzschlag des Abends, ein Klassentreffen.“ Aurel Manthei war als Andi besetzt. Dies sei mal „eine besondere Aufgabe“ gewesen, meinte er. Er habe „noch nie so viele Profis gesehen, die sich vor dem Anstoß so die Hose vollpinkeln!“
Auch Christian Kahrmann, der Darsteller des Harald, zeigte sich begeistert und meinte: „So etwas Tolles und Außergewöhnliches kommt nicht alle Tage!“ Die Arbeit sei „ein wirklich irres Erlebnis zwischen guter Angst und völliger Spielfreiheit“ gewesen, also „eigentlich das“, was man als Schauspieler ständig brauche – „den Ritt auf der Klinge zwischen Unsicherheit“, was passiere, und der Frage, wie man sich darin fallen lasse. Er sei noch nie „so gespannt auf das Ergebnis“ gewesen. Nicole Kersten, die im Film als Nina zu sehen ist, meinte, ehe man sich versehe, hänge man „mitten in einer Liebesgeschichte, die man sich so nicht hätte ausdenken können“. Es sei ihr „eine wahre Freude und Ehre, ein Teil dieses Abenteuers zu sein. Gerne mehr davon!“ Fabian Hinrichs, der den aus den USA angereisten Sven verkörperte, erzählte, es gebe Dreharbeiten, die sich so anfühlten, „als mache man ein vierwöchiges Praktikum bei der Verbraucherzentrale“. Bei Schütte sei es „vollkommen anders“. Vieles im Film sei so „wie im Leben“.
Für Anna Schudt, die Darstellerin der Astrid, war der Dreh zu Klassentreffen ebenfalls „ein absolutes Erlebnis“, sie würde sagen, es sei „ein vierstündiger Trip“ gewesen. „Nichts zu wissen, sich nur seiner Intuition zu überlassen, 17 Schauspieler ‚denken sehen‘, durch die Räume surfen und sich der Improvisation“ hinzugeben, das sei „eine einmalige Erfahrung“ gewesen. Sie habe Improvisation schon auf der Schauspielschule geliebt und sei Fan der ersten Stunde von Jan Georg Schüttes Filmideen gewesen. Auch Nina Kunzendorf, die als Katharina zu sehen ist, sprach von einer „außergewöhnliche[n] Erfahrung“. Elena Uhlig, die als Sandra auftrat, meinte lachend, sie selbst sei noch nicht bei einem Klassentreffen gewesen, „aber so schlimm“ stelle sie es sich vor. Der Dreh sei „eine ganz neue Erfahrung“ gewesen, die ihr „sehr großen Spaß gemacht“ habe. „So etwas Außergewöhnliches“ gehe nur „mit hochkarätigen Kollegen“, die wüssten, was sie tun, und einem Regisseur wie Jan Georg Schütte. „Um einen Film in Echtzeit ohne Drehbuch zu drehen“, müsse „jede Figur – trotz Improvisation – vorher ein komplettes Leben haben“, und das sei „die Schwierigkeit“. Sie würde mit Schütte jederzeit wieder so einen Film machen.
Nadja Zwanziger gab die Nicole und erläuterte: „Die Tatsache, dass wir alle Muffensausen und Respekt vor dem Ungewissen hatten, machte uns für einen Tag sowohl zu Verbündeten als auch zu Opfern. Es war eine extrem spannende Arbeit!“ Guido Renner war als Ulli zu sehen. Er erzählte, dass die Arbeit in dieser Truppe für ihn „wie Champions-League-Finale 90 Minuten aufm Platz“ gewesen sei: „ein Fest“. Dieses Klassentreffen sei das beste seiner Laufbahn gewesen. Björn Jung, der den Stefan verkörperte, lobte: „Ein schöner, verrückter, außergewöhnlicher Dreh. Die Rolle zusammen mit Jan entwickelt und dann mit tollen Kollegen alles improvisiert. Vier Stunden am Stück durchgespielt! Geil! Hab ich das letzte Mal so lange als Kind gemacht.“ Burghart Klaußner, der Darsteller des Lehrers Rebentisch, meinte: „Ein famoser, furioser Experimentierplatz für Fantasie und Spielfreude. Mit großem Vergnügen und raffiniertem technischen Aufwand gingen diese 12 Stunden vorüber, mit einem mich selbst überraschenden Ende. Auf das Ergebnis bin ich wirklich gespannt!“

## Rezeption

### Einschaltquote
Bei seiner Erstausstrahlung wurde der Film von insgesamt 5,44 Millionen Zuschauern eingeschaltet, der Marktanteil lag bei 17,2 Prozent, bei den 14–49 Jahre alten Zuschauern waren es 1,08 Millionen Zuschauer bei einem Marktanteil von 11 Prozent.

### Kritik
Der Filmdienst lobte: „Improvisierte Tragikomödie, bei der sich innerhalb der klaren Grenzen von Ort und Zeitraum dank einer eindrucksvollen Schauspielerriege immer wieder unterhaltsame und überraschende Momente ergeben.“ Einschränkend wurde angemerkt: „Die angeschnittenen Problemkomplexe werden allerdings kaum vertieft und letztlich nur oberflächlich abgehandelt. – Ab 14.“
Oliver Jungen von der Frankfurter Allgemeinen zeigte sich sehr angetan und schrieb: „‚Klassentreffen‘ bezaubert als tief authentischer Film über das Dahinstraucheln der Generation Sorglos. Und das ganz ohne Drehbuch.“ Weiter führte Jungen aus: „Was die anhand von Rollenprofilen und eigenen Erfahrungen fröhlich improvisierenden Akteure auch tun, es hat eine so ergreifend echte Anmutung und einen so tief aus dem Inneren kommenden Witz, dass man süchtig danach werden kann.“ […] Es zeige sich vor allem, „wie überragend unsere Top-Schauspieler tatsächlich“ seien, wenn man sie lasse: „So dicht, komisch und tragisch wirken Begegnungen im Fernsehen nur selten“.
Blickpunkt Film befand: „Eine Sternstunde!“ Auch das Fernsehmagazin rtv dankte mit einer positiven Kritik: „Wunderbar gespielt von einem Ensemble, dass [sic] seine Freiheiten sichtbar genießt. Jedem einzelnen möchte man danken für diese kurzweiligen 90 Minuten.“ Und auch der Weserkurier zeigte sich begeistert: „Sämtliche animprovisierten Handlungsstränge am Ende […] zu einem Drama zu verdichten, das nicht nur im Alkohol-Exzess endet, sondern auch ein paar traurige und tröstende Wahrheiten bereithält – das ist schon große Kunst.“ Und der Stern meinte: „Experiment gelungen.“
Aurelie von Blazekovic von der Süddeutschen Zeitung fand ebenfalls lobende Worte: „Ein feiner Film über die Krisen von Menschen Mitte 40. Ohne Drehbuch und mit grandiosem Ensemble.“ Ein Klassentreffen könne „zu einer furchtbaren Katastrophe werden“. Der Film sei es „glücklicherweise nicht“.
Auch Markus Ehrenberg vom Tagesspiegel zeigte sich begeistert und sprach von einem „grandiosen Film“: „Verlorene Illusionen, Schein und Sein. Ein später Abgleich. Das macht ja den Reiz all dieser Klassentreffen aus. Am Ende entlässt Regisseur Schütte seine Figuren in die Nacht. Und seine Zuschauer mit einem ratlos-beklemmenden Gefühl. Ist das Komödie? Tragödie? Ein Alptraum? Auf jeden Fall großes Fernsehen.“
TV Spielfilm zeigte mit dem Daumen nach oben, gab für Anspruch und Spannung je einen von drei möglichen Punkten und für Humor zwei, fand den Film „teils skurril, teils irre komisch, teils peinlich“. „Die Akteure [spielen] dank Improvisationsfreiheit toll auf[…].“ „Dramaturgisch und technisch“ sei dieser Film „noch anspruchsvoller als die beiden Vorgänger“. Wie Anja Kling ihre Rolle gestalte, „voller Schmerz und Enttäuschung“, sei „große Schauspielkunst“. Man spüre, „wem diese Art des spontanen Spiels liegt und wem nicht: Ein Großschauspieler wie Burghart Klaußner taucht ab, während sich die schwangere Elena Uhlig als Stimmungskanone entpuppt und Aurel Manthei anrührend vor Augen führt, wie eine Schulnote ein Leben zerstören kann.“
Rainer Tittelbach gab dem Film auf seiner Seite tittelbach.tv 5,5 von 6 möglichen Sternen und lobte: „Mit seiner dritten Impro-Komödie ‚Klassentreffen‘ hat sich Jan Georg Schütte an jenes gleichnamige Phänomen gemacht, das anschlussfähiger und noch alltägsnäher ist als die Themen von ‚Altersglühen – Speed Dating für Senioren‘ und ‚Wellness für Paare‘. Die Voraussetzungen: 18 Schauspieler, kein Drehbuch, nur Rollenprofile, ein realer Gasthof mit mehreren Sub-Locations, der über vier Stunden ohne Unterbrechung bespielt wurde, dazu 32 Kameras und 24 Kameraleute. Und es ist wie im wahren Leben: Alle rutschen wieder in die Rollen(spiele) von damals. Da sind die, die mit ihrem Schicksal hadern, die, die mit sich selbst absolut im Reinen sind, und die, deren glückliche Fassade ein wenig zu bröckeln beginnt. Die Figuren und die Schauspieler sind das Herzstück des Films. Sie erzählen von früher, von Gefühlen, von Unverdautem, von Verdrängtem. Schütte verdichtet den Redefluss zu kleinen, zum Teil sehr wahrhaftigen Geschichten mit realistischem Konfliktpotenzial. Aus 130 Stunden wurden 90 unkonventionelle, launige, erkenntnisreiche & melancholische Filmminuten.“